# Sphaerodactylus shrevei
Sphaerodactylus shrevei este o specie de șopârle din genul Sphaerodactylus, familia Gekkonidae, descrisă de Lazell 1961. Conform Catalogue of Life specia Sphaerodactylus shrevei nu are subspecii cunoscute.